# Der deutsche Hugenott
Der Deutsche Hugenott war laut Untertitel die Zeitschrift für die Mitglieder des Deutschen Hugenotten-Vereins. Die von 1929 bis 1997 anfangs von Richard Fouquet als Schriftleiter und Herausgeber mit einer Unterbrechung während des Zweiten Weltkrieges erschienene Vereinszeitschrift verzeichnete unter anderem Neue Mitglieder und deren Anschriften und fungierte als Namensregister.
Nachfolgerin des Periodikums ist die Zeitschrift Hugenotten.